# Distrito de Kežmarok
El distrito de Kežmarok (en eslovaco: Okres Kežmarok) es una unidad administrativa (okres) de Eslovaquia nororiental, situado en la región de Prešov. Su capital es la ciudad de Kežmarok.

## Demografía
| Año        | 1994   | 2004     | 2014     | 2024    |
| ---------- | ------ | -------- | -------- | ------- |
| Población  | 58 966 | 65 129   | 72 570   | 75 862  |
| Diferencia |        | +10,45 % | +11,42 % | +4,53 % |

| Año        | 2023   | 2024    |
| ---------- | ------ | ------- |
| Población  | 75 188 | 75 862  |
| Diferencia |        | +0,89 % |

## Ciudades
- Kežmarok
- Spišská Belá
- Spišská Stará Ves

## Municipios
- Abrahámovce
- Bušovce
- Červený Kláštor
- Havka
- Holumnica
- Hradisko
- Huncovce
- Ihľany
- Jezersko
- Jurské
- Krížová Ves
- Lechnica
- Lendak
- Ľubica
- Majere
- Malá Franková
- Malý Slavkov
- Matiašovce
- Mlynčeky
- Osturňa
- Podhorany
- Rakúsy
- Reľov
- Slovenská Ves
- Spišské Hanušovce
- Stará Lesná
- Stráne pod Tatrami
- Toporec
- Tvarožná
- Veľká Franková
- Veľká Lomnica
- Vlková
- Vlkovce
- Vojňany
- Vrbov
- Výborná
- Žakovce
- Zálesie